# Tryin' to Get a Buck
Tryin' to Get a Buck — дебютний студійний альбом американського репера B-Legit, виданий лейблом Sick Wid It Records 28 серпня 1993 р. Всі пісні спродюсував Studio Ton. Реліз посів 41-шу сходинку чарту Top R&B/Hip-Hop Albums та 26-те місце чарту Top Heatseekers.
У записі платівки взяли участь E-40, Little Bruce та ін. Little Bruce був присутнім на оригінальній версії треку «Fuck and Get Up», проте на перевиданні лейбл Jive Records вирізав його частину з композиції.

## Список пісень
| #   | Назва                                      | Тривалість |
| --- | ------------------------------------------ | ---------- |
| 1.  | «Way Too Vicious» (з участю E-40)          | 4:51       |
| 2.  | «Can't Fuck w'it Me» (з участю E-40)       | 5:27       |
| 3.  | «The Savage»                               | 3:57       |
| 4.  | «Tryin' to Get a Buck»                     | 3:57       |
| 5.  | «Fuck and Get Up» (з участю Little Bruce)  | 4:35       |
| 6.  | «Dank Game»                                | 2:01       |
| 7.  | «Dank Room»                                | 5:27       |
| 8.  | «Can't Stop Me» (з участю E-40 та Levitti) | 4:25       |
| 9.  | «Brought Us Back Chablis»                  | 1:27       |
| 10. | «Late Nighter»                             | 4:44       |
| 11. | «B-Legit»                                  | 4:41       |
| 12. | «Just Living» (з участю Mac Shawn)         | 4:24       |
| 13. | «Daily Routine»                            | 3:53       |
| 14. | «Smob Out»                                 | 4:13       |

## Чартові позиції
| Чарт (1993)               | Найвища позиція |
| ------------------------- | --------------- |
| US Top Heatseekers        | 26              |
| US Top R&B/Hip-Hop Albums | 41              |